# Ukrajna hét csodája

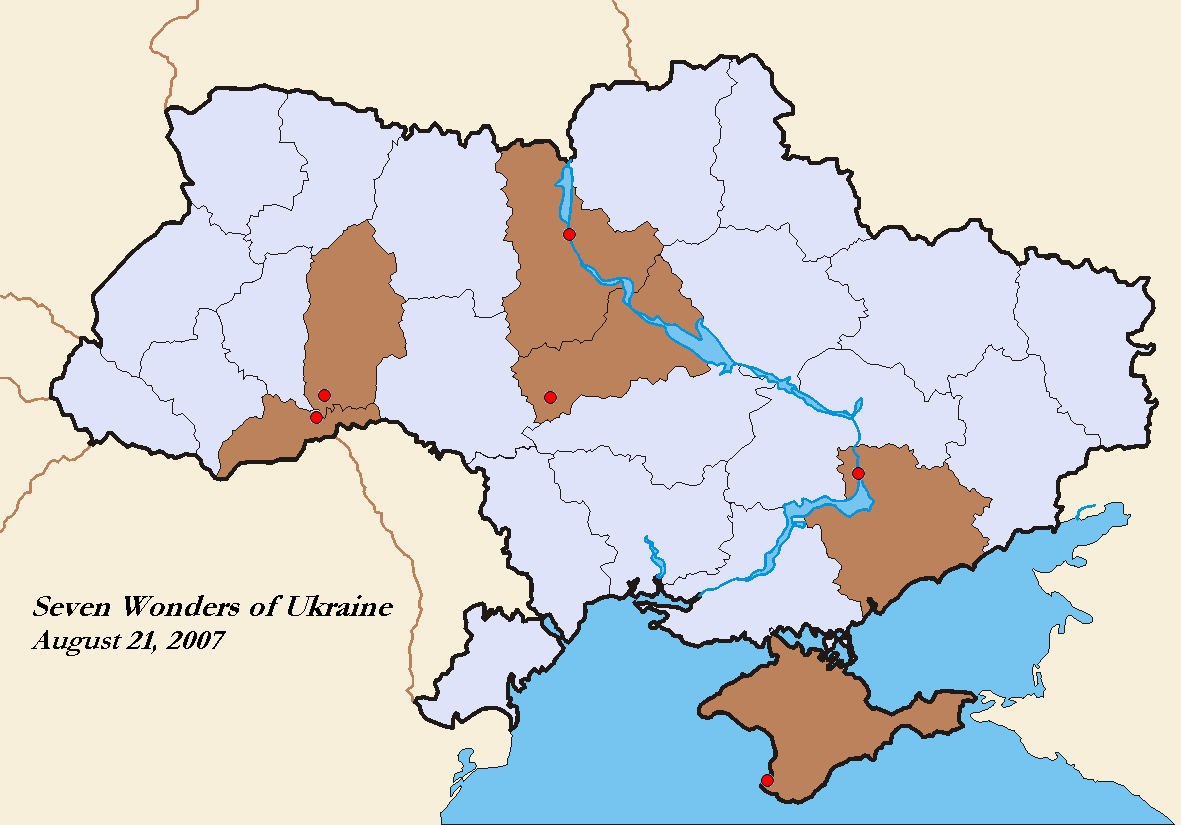
Ukrajna hét csodájának térképe

Ukrajna hét csodája (ukránul: Сім чудес України, Szim csudesz Ukrajini) hét olyan történelmi és kulturális ukrán műemléket, illetve védett területet jelöl, melyet 2007-ben szakértők és online szavazók segítségével választottak ki. A helyi hatóságok több mint ezer műemléket és területet jelöltek, melyek közül egy 100 fős, szakértőkből álló bizottság választott ki 21-et. Ezekre az interneten lehetett szavazni 2007. július 7-től augusztus 21-ig. Mintegy 77 000-en adták le a voksukat. A kampányt Mikola Tomenko politikus indította el.

## A hét csoda
| #     | Név                                                    | Hely                                      | Kép                  |
| ----- | ------------------------------------------------------ | ----------------------------------------- | -------------------- |
| 1 / 2 | Szofijivka dendrológiai park                           | Umany, Cserkaszi terület                  |                      |
| 1 / 2 | Pecserszka lavra                                       | Kijev                                     | Kiev Pechersk Lavra. |
| 3 / 4 | Kamjaneci nemzeti történelmi-építészeti védett terület | Kamjanec-Pogyilszkij, Hmelnickiji terület |                      |
| 3 / 4 | Horticja                                               | Zaporizzsja, Zaporizzsjai terület         |                      |
| 5     | Kherszonészosz                                         | Szevasztopol                              |                      |
| 6     | Szent Szófia-székesegyház                              | Kijev                                     |                      |
| 7     | Hotini vár                                             | Hotin, Csernyivci terület                 |                      |

## Fordítás
- Ez a szócikk részben vagy egészben  a   Seven Wonders of Ukraine című angol Wikipédia-szócikk ezen változatának fordításán alapul.  Az eredeti cikk szerkesztőit annak laptörténete sorolja fel. Ez a jelzés csupán a megfogalmazás eredetét és a szerzői jogokat jelzi, nem szolgál a cikkben szereplő információk forrásmegjelöléseként.